# Peter Miles
Pour les articles homonymes, voir Miles.
Peter Miles un acteur et scénariste américain né le 1er avril 1938 à Tōkyō (Japon) sous le nom de Gerald Richard Perreau-Saussine,. Après la fin de sa carrière d'acteur, il a travaillé sous le nom de plume de Richard Miles,.

## Filmographie

### comme acteur
- 1944 : Passage pour Marseille (Passage to Marseille) : Jean Matrac Jr.
- 1944 : San Diego I Love You : Joel McCooley
- 1944 : Dark Waters
- 1944 : Hi, Beautiful : garçon
- 1945 : The Clock : garçon à la gare
- 1945 : Abbott et Costello à Hollywood (Abbott and Costello in Hollywood) : petit garçon avec corne
- 1945 : Notre cher amour (This Love of Ours) : enfant
- 1945 : Yolanda and the Thief : petit garçon
- 1947 : Possédée (Possessed) : Wynn Graham
- 1947 : La Bande à Curley (Curley) : Dud
- 1947 : The Hal Roach Comedy Carnival : Dud, in 'Curly'
- 1947 : Heaven Only Knows (en) d'Albert S. Rogell : Speck O'Donnell
- 1948 : Who Killed Doc Robbin? : Dudley
- 1948 : Vous qui avez vingt ans (Enchantment) : Rollo enfant
- 1948 : Ma femme et ses enfants (Family Honeymoon) : Abner
- 1949 : Le Poney rouge (The Red Pony) de Lewis Milestone : Tom 'Mr. Big Britches' Tiflin
- 1949 : Special Agent : Jake Rumpler Jr
- 1949 : Roseanna McCoy d'Irving Reis : Little Randall McCoy
- 1949 : Song of Surrender (en) de Mitchell Leisen : Simon Beecham
- 1950 : The Good Humor Man : Johnny Bellew
- 1950 : Trigger, Jr. : Larry Harkrider
- 1950 : La Ruée vers la Californie (California Passage), de Joseph Kane : Tommy Martin
- 1951 : Quo Vadis : Nazarius
- 1952 : Les Fils des Mousquetaires (At sword's point) : Louis XIV jeune
- 1959 : The Betty Hutton Show (série TV) : Nicky Strickland
- 1986 : Le Dénonciateur (The Whistle Blower) de Simon Langton : Stephen Kedge

### comme scénariste
- 1963 : They Saved Hitler's Brain (TV)
- 1963 : The Madmen of Mandoras